# Sikoluoto (ö i Södra Savolax, Nyslott, lat 62,15, long 28,70)
Sikoluoto är en ö i Finland. Den ligger i sjön Enonvesi och i kommunen Enonkoski i den ekonomiska regionen  Nyslotts ekonomiska region  och landskapet Södra Savolax, i den sydöstra delen av landet, 290 km nordost om huvudstaden Helsingfors. Öns area är 2,6 hektar och dess största längd är 350 meter i sydöst-nordvästlig riktning.